# Васильевский (Чечерский район)
Васильевский (бел. Васі́льеўскі) — посёлок в Чечерском районе Гомельской области Республики Беларусь. В составе Ровковичского сельсовета.

## География
В 14 км на юго-запад от Чечерска, 21 км от железнодорожной станции Буда-Кошелёвская (на линии Гомель — Жлобин), 50 км от Гомеля.
Ближайшие населённые пункты — Подозерье (1 км), Любимое (1,3 км), Ровковичи (1,5 км), Кораблище (2,8 км).

### Транспортная сеть
Пролегает автомобильная дорога Н4214.

## Население
- 2009 год — 7 жителей (перепись населения)